# Farmsum
Farmsum ist ein altes Dorf in der Provinz Groningen in den Niederlanden und wurde zuerst zur Stadt Delfzijl eingemeindet und am 1. Januar 2021 mit dieser zur Fusionsgemeinde Eemsdelta. Der Ort hat etwa 2285 Einwohner (Stand: 1. Januar 2024).

## Geschichte

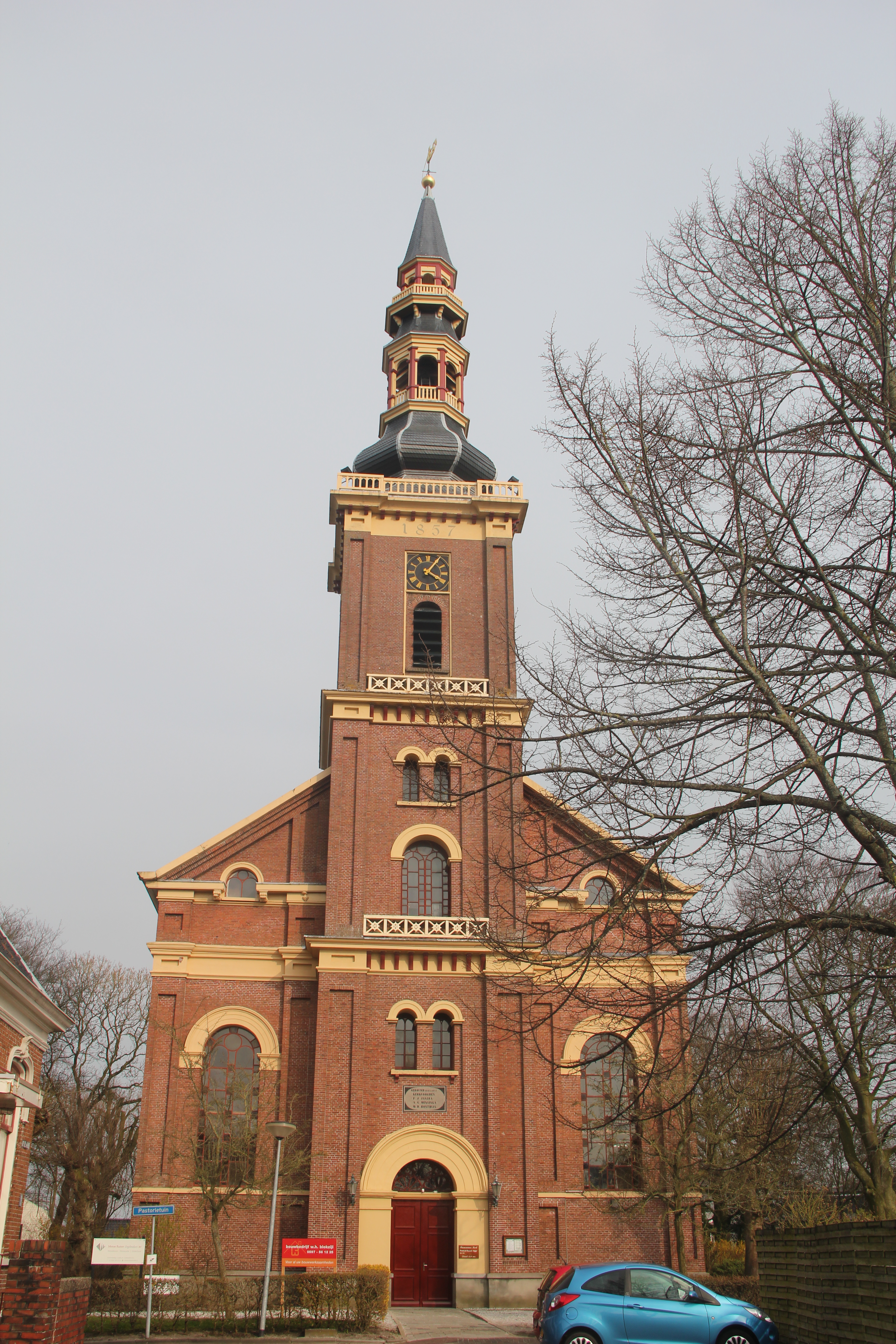
Reformierte Kirche zu Farmsum

Der nordwestliche alte Teil des Dorfes ist auf einer ehemaligen Warft gelegen. Farmsum wird bereits um das Jahr 1000 als „Fretmarashem“, im Jahr 1228 als „Fermeshem“ urkundlich erwähnt. Am Ende des 14. Jahrhunderts wurde der Name als „Fyrmesen“ geschrieben und später als „Ferm Issum“ und „Farremsem“.
In der Franzosenzeit war Farmsum kurzzeitig eine eigenständige Gemeinde (um 1809). Die Franzosen hatten den Plan, zusammen mit Bauwerken in Delfzijl eine große Doppelfestung zu errichten. Aber die Planungen wurden verworfen. Während der Belagerung von Delfzijl (1813–1814) litt Farmsum unter dem Beschuss der französischen Kanonen und auch weil das Schussfeld geräumt werden musste.
Farmsum verfügte über einen eigenen Bahnhof. Diese Haltestelle diente dem Dorf von 1910 bis 1934 für die Züge der Bahnstrecke Zuidbroek-Delfzijl und von 1929 bis 1941 für die Bahnlinie Groningen-Weiwerd ("Woldjerspoor"). 1942 wurde der Bahnhof, bis auf das Bahnhofscafé, abgerissen.
Die Reformierte Kirche Farmsum wurde 1869 gebaut, als Ersatz für die verfallene mittelalterliche Kirche. Ein weiteres Denkmal im Dorf ist die Korn- und Schälmühle Aeolus (benannt nach dem griechischen Windgott), welche in den 1970er Jahren von ihrer früheren Position am Emskanal an diesen Platz verbracht wurde. 
In Farmsum gibt es eine kleine Gemeinschaft von Zuwanderern aus den Molukken, in den Niederlanden Molukkers genannt. Sie leben seit dem Jahr 1951 an diesem Ort (siehe auch Molukker in den Niederlanden).

## Söhne und Töchter
- Dodo (II.) zu Innhausen und Knyphausen (* 1641; † 1698 in Berlin), brandenburg-preußischer Staatsmann.